# Arthrolips polypori
Arthrolips polypori is een keversoort uit de familie molmkogeltjes (Corylophidae). De wetenschappelijke naam van de soort werd in 1915 gepubliceerd door Fiori.